# Donna Leon – Verschwiegene Kanäle
Verschwiegene Kanäle ist ein deutscher Fernsehfilm von Sigi Rothemund aus dem Jahr 2005, der auf dem gleichnamigen Roman von Donna Leon basiert. Es handelt sich um die zehnte Episode der ARD-Kriminalfilmreihe Donna Leon mit Uwe Kockisch als Commissario Guido Brunetti in der Hauptrolle.

## Handlung
Der Kadett Ernesto Moro wird von Giuliano Belcredi erhängt im Waschraum der Militärakademie aufgefunden. Bei den Ermittlungen durch Commissario Brunetti verhalten sich der Anstaltsleiter Comandante Toscano und der Vater des Toten, der frühere Politiker Fernando Moro, merkwürdig. Zudem wird ein weiterer Kadett ebenfalls von Belcredi tot im Waschraum gefunden. Belcredi wird von seinem Ausbilder und seinen Kameraden gedemütigt, weil sie denken, dass er homosexuell sei wie sein Vater, der deswegen unehrenhaft aus der Armee entlassen wurde. Insgesamt zeigen sich die Kadetten und der Comandante dem Commissario gegenüber nur wenig kooperativ und erschweren die Ermittlungen. Brunetti erhält Verstärkung durch seinen Sohn Raffi, der mit Erlaubnis von Vice-Questore Patta bei ihm sein Praktikum ableistet. Wie sich zeigt, ist Raffi eine große Hilfe für den Commissario.

## Hintergrund
Verschwiegene Kanäle wurde vom 10. März 2004 bis zum 18. Mai 2004 in Venedig und Umgebung gedreht. Die Erstausstrahlung auf Das Erste erfolgte am 10. November 2005 zur Hauptsendezeit.

## Kritik
Die Kritiker der Fernsehzeitschrift TV Spielfilm vergaben dem Film die bestmögliche Wertung, sie zeigten mit dem Daumen nach oben. Zwar sahen sie „papierne Dialoge und Längen, aber auch exzellente Darsteller“ und konstatierten daher: „Krimiquotenerfolg mit 1-a-Besetzung“.